# Anaphalis busua
Anaphalis busua là một loài thực vật có hoa trong họ Cúc. Loài này được (Buch.-Ham.) DC. mô tả khoa học đầu tiên năm 1838.